# Ramon Despuig
Ramon Despuig (Palma di Maiorca, 1670 – Malta, 15 gennaio 1741) è stato Gran Maestro dell'Ordine di Malta dal 1736 fino alla sua morte.
Nato da una nobile famiglia spagnola che aveva diramazioni anche in Sicilia (de Spucches), il suo nome completo era Ramon Despuig y Martínez de Marcilla.
Originario di Palma di Maiorca, venne eletto 67º Gran Maestro dell'Ordine il 16 dicembre 1756 rimanendo però in carica per soli cinque anni. Durante questo periodo le galee dell'Ordine operarono con successo contro le navi dei pirati barbareschi.
Venne succeduto da Manuel Pinto de Fonseca.